# 小行星9590
小行星9590（英語：9590）是一颗围绕太阳公转的小行星。1991年2月21日，太空监视在基特峰发现了此天体。
这颗小行星的绝对星等为187.77801等。小行星9590以希臘神話的人物海瑞亞命名。